# Смагулов, Бахытжан Жумашканович
Бахытжан Жумашканович Смагулов (род. 4 ноября 1965, Чарск, Семипалатинская область) — советский, российский, болгарский солист балета, педагог балета. Народный артист Казахстана (1993) и Татарстана (2003).

## Биография
В 1984 году окончил Ленинградское хореографическое училище им. А. Я. Вагановой по классу Юрия Умрихина. 1984—1994 годах — солист балета Казахского театра оперы и балета им. К. Абая (Алма-Ата); в это же время работал по контракту в балетных труппах США и Японии.
В 1994—2008 гг. — солист балета Татарского театра оперы и балета им. М. Джалиля. Одновременно с 1999 г. — педагог-репетитор этого же театра.
С сезона 2012/2013 — педагог-репетитор Пермского академического театра оперы и балета им. П. И. Чайковского.
В данный момент педагог-хореограф в театре Оперы и Балета г.Варна Болгария.
Партии в Татарском академическом театре оперы и балета им. М. Джалиля
- «Дон-Кихот» — Базиль
- «Баядерка» — Солор
- «Шурале» — Былтыр
- «Вальпургиева ночь» в опере «Фауст» — Вакх
- «Ромео и Джульетта» — Тибальт
- «Жизель» — Альберт
- «Спящая красавица» — принц Дезире
- «Лебединое озеро» — Зигфрид
- «Сказание о Йусуфе» — Скарабей[2]

С 2012 года по 2022 год  — педагог-репетитор Пермского театра оперы и балета им. П. И. Чайковского.
С 2022 года - педагог репетитор в Държавна Опера Варна, Болгария.

### Семья
Отец - Смагулов Жумашкан (1934-2006), работал директором автовокзалов  "Саяхат" и "Сайран".
Мать - Смагулова Тамиля Бактиновна (1942-1997), врач, преподавала в медицинском институте г.Алматы, доцент кафедры внутренних болезней.
Жена — Елена Щеглова, балерина, народная артистка Татарстана, заслуженная артистка России;
- сын Смагулов Азамат, 1995 г.р.[3]

## Награды и признание
- Народный артист Казахстана (1993)
- Народный артист Татарстана (2003)
- бронзовая медаль всесоюзного конкурса (Москва, 1988)
- серебряная медаль международного конкурса (Варна, 1988)[5]
- серебряная медаль международного конкурса (Париж, 1988)
- серебряная медаль Международного конкурса (Хельсинки, 1991)
- бронзовая медаль Международного конкурса (Осака, 1991)